# Colobonema typicum
Colobonema typicum är en nässeldjursart som först beskrevs av Maas 1897.  Colobonema typicum ingår i släktet Colobonema och familjen Rhopalonematidae. Inga underarter finns listade i Catalogue of Life.